# Basketball Superliga
Die Basketball-Superliga ist die höchste Basketball-Spielklasse in Österreich.

## Geschichte
Bis 1998 wurde der Ligabetrieb vom Österreichischen Basketballverband durchgeführt, von 1998 bis 2019 dann eigenständig und verbandsunabhängig. Bis zur Saison 2004/05 trug sie die Bezeichnung A-Liga, und bis zur Saison 2008/09 hieß sie Österreichische Basketball Bundesliga (ÖBL). Ab der Saison 2008/09 wurde der Name des Ligasponsors in den Liganamen aufgenommen, fortan war der Hauptsponsor Admiral Sportwetten Teil des Namens Admiral Basketball Bundesliga (ABL). Zum 1. Juli 2019 ging die Leitung des Spielbetriebs wieder an den Verband über, der Liganame wurde in diesem Zuge in Superliga geändert.
Ab 2004 war Spalding Sponsor der ABL. Sponsor der Playoffs ist seit 2011 Snickers, die Partnerschaft mit der ABL wurde bis zur Saison 2017/18 verlängert.
Mit der Wiedereingliederung in den Verband sowie der Namensänderung zum 1. Juli 2019 wurde bis 2022 ein Vertrag mit dem Fernsehsender Sky geschlossen, der bereits zuvor Übertragungen von Basketball-Bundesligaspielen anbot. unter anderem vorsah, je Saison bis zu 48 Ligaspiele in Direktübertragung auszustrahlen. Die Saison 2019/20 wurde Mitte März 2020 aufgrund der Ausbreitung des Coronavirus SARS-CoV-2 vorzeitig beendet. Einen Staatsmeister gab es 2019/20 somit nicht. Zum Zeitpunkt des Abbruchs hatten die Klosterneuburg Dukes mit 18 Siegen und fünf Niederlagen die beste Bilanz und den ersten Tabellenrang inne. Im April 2020 wurde eine Vereinbarung mit dem Wettanbieter Bet-at-home geschlossen, nachdem sich zuvor Novomatic mit dem Markennamen Admiral zurückgezogen hatte. Das Unternehmen fand auch Aufnahme in die Ligabezeichnung, die fortan Bet-at-home Basketball Superliga hieß.
Im Oktober 2020 führte das Bundeskriminalamt Hausdurchsuchungen im Rahmen von Ermittlungen wegen des Verdachts von Spielmanipulation und Wettbetrug im österreichischen Basketballsport durch. Bei vorherigen Ermittlungen waren schon im Jänner 2020 fünf Spieler des UBSC Graz vorläufig festgenommen worden. Die Durchsuchungen im November fanden in Wien, im Burgenland, in Oberösterreich, Salzburg und in der Steiermark statt.

## Spielmodus
An der österreichischen Basketball Superliga nahmen in der Saison 2024/2025 elf Teams teil. Im Grunddurchgang standen 20 Runden auf dem Spielplan. Die ersten sechs Teams des Grunddurchgangs qualifizierten sich für das Platzierungsrunde. Die restlichen fünf Mannschaften spielten in der Qualifikationsrunde um die zwei letzten beiden Tickets für das Viertelfinale. Das Viertelfinale, die Semifinale und das Finale wurden nach dem Best-of-Five-Modus gespielt um den Meister zu ermitteln.

## Bundesliga-Teilnehmer und ihre Platzierungen
| Gmunden |

| Traiskirchen |

| Wien |

| Fürstenfeld |

| Kapfenberg |

| Oberwart |

| Graz |

| Wels |

| Klosterneuburg |

| Eisenstadt |

| St. Pölten |

In der Saison 2024/25 spielten elf Teams um den Österreichischen Basketballmeistertitel. Laut Wettspielordnung der ÖBL ist der Sieger der Finalserie Meister (= M), der Verlierer Vizemeister (= VM). Die Reihung der übrigen Teams ergibt sich aus den Platzierungen nach den Hauptrunden H1 und H2.
| Mannschaft                          | 2020 | 2019 | 2018          | 2017          | 2016          | 2015      | 2014      | 2013      | 2012      | 2011    | 2010    | 2009    | 2008    | 2007    | 2006        | 2005 | 2004        | 2003       | 2002 | 2001 | 2000 | 1999    | 1998 | 1997        |
| ----------------------------------- | ---- | ---- | ------------- | ------------- | ------------- | --------- | --------- | --------- | --------- | ------- | ------- | ------- | ------- | ------- | ----------- | ---- | ----------- | ---------- | ---- | ---- | ---- | ------- | ---- | ----------- |
| Allianz Swans Gmunden               |      |      | 3.GD (Finale) | 2.GD (SF)     | 9.GD (VF)     | 4.GD (HF) | 4.H1 (VF) | 5.H1 (VF) | VM        | VM      | M       | VM      | 3.      | M       | M           | M    | VM          | VM         | 7.   | 8.   | 8.   | 8.      | 8.   | 5.M2 (=11.) |
| Arkadia Traiskirchen Lions          |      |      | 2.GD (SF)     | 6.GD (VF)     | 4.GD (SF)     | 8.GD (VF) | 3.H2      | 4.H2      | 3.H2      | 3. (SF) | 5. (SF) | 5. (SF) | 4. (VF) | 7.      | 4.          | 7.   | 8.          | 10.        | 5.   | 6.   | M    | 5.      | 4.   | 4.          |
| BC Zepter Vienna                    |      |      | 7.GD (SF)     | 4.GD (VF)     | 3.GD (SF)     | VM        | 3.H1 (HF) | M         | 2.H2 (VF) | 10.     | 10.     | 12.     | 11.     | 11.     | 1.H2 (=9.)  | 3.H3 | 5.M3        | 5.M3       | 3.M3 |      |      |         |      |             |
| BSC Raiffeisen Panthers Fürstenfeld |      |      | 8.GD          | 7.GD          | 6.GD (VF)     | 9.GD      | 2.H2 (VF) | 2.H2 (VF) | 1.H2 (VF) | 4. (SF) | VM      | 3. (SF) | M       | 3.      | 11.         | 6.   | 11.         | 6.         | VM   | 3.   | 4.   | 4.      | 7.   | 8.          |
| Kapfenberg Bulls                    |      |      | 1.GD M        | 3.GD M        | 7.GD (VF)     | 3.GD (HF) | VM        | 3.H1 (HF) | 3.H1 (HF) | 6. (VF) | 6. (SF) | 4. (VF) | 5.      | 4.      | 3.          | 3.   | M           | M          | M    | M    | VM   | VM      | 3.   | 3.          |
| Oberwart Gunners                    |      |      | 6.GD          | 1.GD (Finale) | 2.GD M        | 7.GD (VF) | 1.H2 (VF) | VM        | 5.H1 (VF) | M       | 8.      | 6. (VF) | VM      | VM      | 5.          | VM   | 3.          | 9.         | 6.   | 5.   | 3.   | 3.      | VM   | VM          |
| UBC ökoStadt Güssing Knights        |      |      | –             | –             | 1.GD          | M         | M         | 6.H1 (VF) | 6.H1 (VF) | 11.     | 9.      | 9.      | 9.      | 9.      | 4.H2 (=12.) | 6.H2 | 6.MB        | 5.MB       |      |      |      |         |      |             |
| UBSC St. Pölten                     |      |      | –             | –             | –             | –         | 5.H2      | 5.H2      | 5.H2      | 9.      | 7.      | 8. (VF) | 8.      | 10.     | 8.          | 9.   | 6.M2 (=12.) | 11.        | 9.   | 9.   | 5.   | M       | M    | M           |
| UBSC Raiffeisen Graz                |      |      | 9.GD          | 8.GD          | 10.GD         | 10.GD     | 4.H2      | 3.H2      | 4.H2      | 8. (VF) | 12.     | 11.     | 12.     | 5.H2    | 3.H3        | 1.H3 | 4.M3        | 6.M2       | 4.M3 | 3.M3 | 5.M2 | 3.M3    | 1.M3 |             |
| WBC Raiffeisen Wels                 |      |      | 4.GD (VF)     | 5.GD (SF)     | 8.GD (Finale) | 6.GD (VF) | 5.H1 (HF) | 1.H2 (VF) | 4.H1 (HF) | 7. (VF) | 4.      | M       | 6.      | 5. (SF) | VM          | 5.   | 5. (SF)     | 1.M2 (=7.) | 1.M3 | 2.M3 |      |         |      |             |
| Xion Dukes Klosterneuburg           |      |      | 5.GD (VF)     | 9.GD          | 5.GD          | 5.GD (VF) | 6.H1 (VF) | 1.H1 (HF) | M         | 5. (VF) | 3.      | 7. (VF) | 7.      | 8.      | 5.H2        | 8.   | 6.          | 4.         | 10.  | 5.M2 | 7.   | 6. (SF) | 6.   | 6.          |

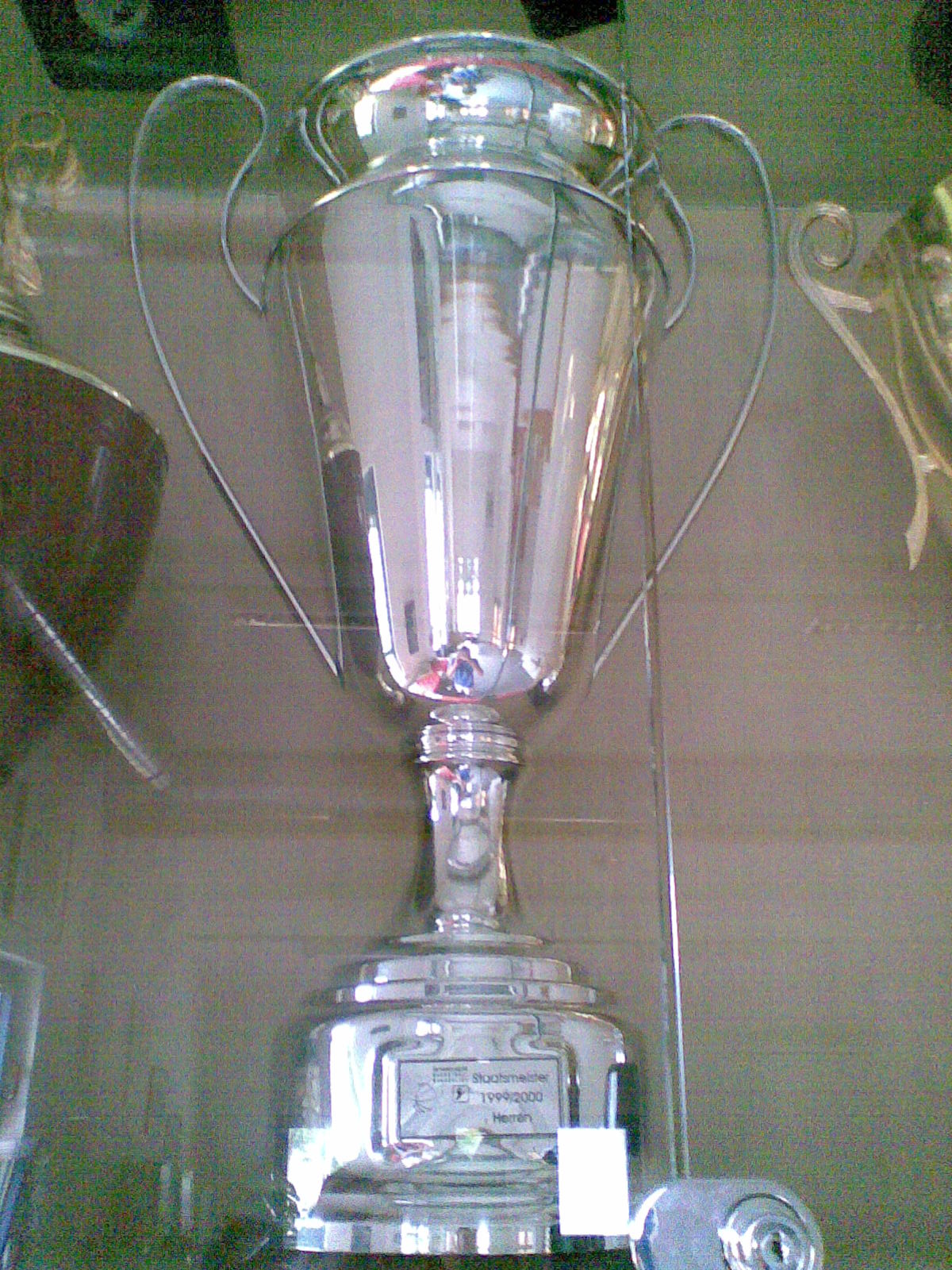
Staatsmeisterpokal 1999/00

H1 = Hauptrunde 1, H2 = Hauptrunde 2, H3 = Hauptrunde 3, M2 = Auf-/Abstiegsrunde, M3 = Abstiegsrunde, MB = Grunddurchgang Herren B-Liga, VF = Mannschaft kam bis ins Viertelfinale, SF = Mannschaft kam bis ins Semifinale

Altes Logo der ABL, früher noch ÖBL

## Ehemalige Bundesliga-Teilnehmer
In den letzten Jahren mussten mehrere Mannschaften aufgrund finanzieller Schwierigkeiten trotz sportlicher Qualifikation den Bundesliga-Spielbetrieb einstellen. Für die Saison 2007/08 wurde den VIVA 49ers Basket keine Lizenz erteilt. Die kelag Wörthersee Piraten haben ihre Nennung für die Saison 2011/2012 zurückgezogen.
| Mannschaft                           | 2011 | 2010 | 2009 | 2008 | 2007 | 2006 | 2005        | 2004       | 2003 | 2002        | 2001 | 2000 | 1999 | 1998 | 1997 |
| ------------------------------------ | ---- | ---- | ---- | ---- | ---- | ---- | ----------- | ---------- | ---- | ----------- | ---- | ---- | ---- | ---- | ---- |
| kelag Wörthersee Piraten             | 12.  | 11.  | 10.  | 10.  | 6.   | 7.   | 4.          | 4.         | 3.   | 3.          | VM   | 6.   | 9.   | 9.   | 7.   |
| VIVA 49ers Basket                    |      |      |      |      | 12.  | 10.  | 10.         | 10.        | 5.   | 4.          | 7.   | 9.   | 7.   | 5.   |      |
| Metafund Baskets Feldkirch           |      |      |      |      |      | 6.   | 4.M2 (=12.) | 1.M3       | 6.M3 | 5.M3        |      |      |      |      |      |
| Renault Skala Comets Oberwaltersdorf |      |      |      |      |      |      | 11.         | 7.         | 8.   | 2.M2 (=8.)  | 6.M2 | 4.MB | 6.MB |      |      |
| BBC Red Devils Linz                  |      |      |      |      |      |      |             | 3.M2 (=9.) | 1.M3 | 10.MA, 5.M2 | ?    | 6.M2 |      |      |      |

## Spielstätten

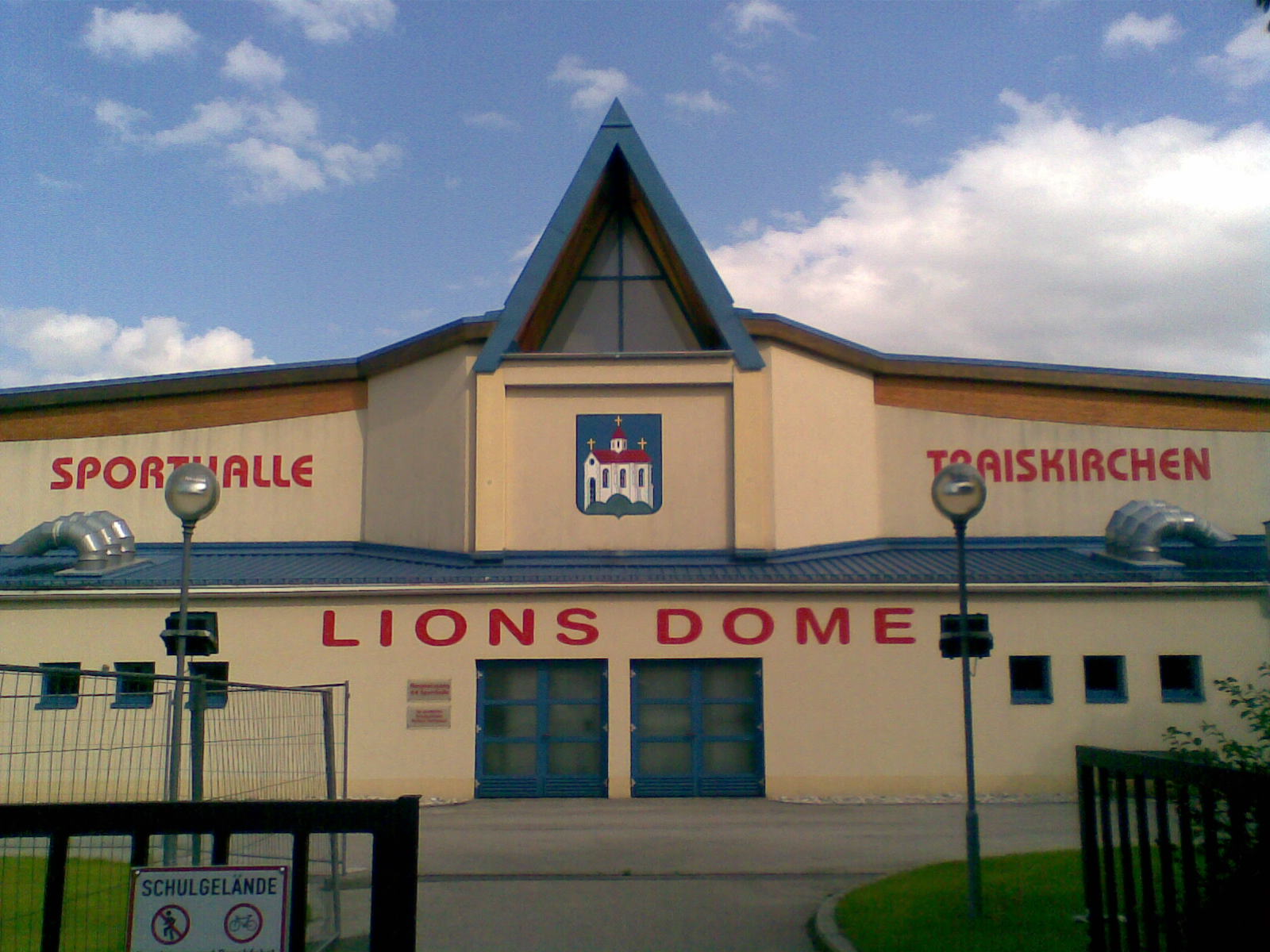
Lions Dome

| Verein                       | Stadt/Ort      | Sportstätte                   | Kapazität |
| ---------------------------- | -------------- | ----------------------------- | --------- |
| UBSC Raiffeisen Graz         | Graz           | Raiffeisen Sportpark Graz     | 3000      |
| UNGER STEEL Gunners Oberwart | Oberwart       | Sporthalle Oberwart           | 2500      |
| Raiffeisen Swans Gmunden     | Gmunden        | Raiffeisen Sportpark Gmunden  | 2200      |
| Raiffeisen Flyers Wels       | Wels           | Raiffeisen Arena Wels         | 1700      |
| CITIES Panthers Fürstenfeld  | Fürstenfeld    | Stadthalle Fürstenfeld        | 1200      |
| Arkadia Traiskirchen Lions   | Traiskirchen   | Lions Dome                    | 1200      |
| BOSCO Bulls                  | Kapfenberg     | Sporthalle Walfersam          | 1000      |
| BC Vienna                    | Wien           | Hallmann Dome                 | 1500      |
| SKN St. Pölten Basketball    | St. Pölten     | Landessportzentrum St. Pölten | 1000      |
| BK IMMOunited Dukes          | Klosterneuburg | Happyland Klosterneuburg      | 1000      |
| COLDAMARIS BBC Nord Dragonz  | Eisenstadt     | Sportzentrum Eisenstadt       | 500       |

## MVP-Ehrungen
Am Ende der Saison werden in vier Kategorien die Auszeichnungen vergeben. Die erfolgreichsten Akteure waren in den letzten Jahren De'Teri Mayes, der es auf fünf Auszeichnungen zum Saison-MVP brachte und Bob Gonnen, der viermal zum Coach der Saison gewählt wurde.
| Saison  | MVP der Saison                                                       | MVC der Saison           | MVAP der Saison          | MVP der Finalserie          |
| ------- | -------------------------------------------------------------------- | ------------------------ | ------------------------ | --------------------------- |
| 2024/25 | Robert Allen (Gunners)                                               | Sebastian Waser (Flyers) | Daniel Friedrich (Swans) | Robert Allen (Gunners)      |
| 2023/24 | Michael Weathers (Dukes)                                             | Damir Zeleznik (Dukes)   | Daniel Friedrich (Swans) | Sebastian Käferle (Gunners) |
| 2022/23 | Urald King                                                           | Anton Mirolybov          | Jozo Rados               | Daniel Friedrich            |
| 2021/22 | Daniel Friedrich                                                     | Aramis Naglic            | Daniel Friedrich         | Bogic Vujosevic             |
| 2020/21 | Enis Murati                                                          | Anton Mirolybov          | Enis Murati              |                             |
| 2019/20 | Saisonabbruch wegen Covid-19-Pandemie, keine Auszeichnungen vergeben | /                        | /                        | /                           |
| 2018/19 | Hayden Lescault                                                      | Horst Leitner            | Jason Detrick            | Elijah Wilson               |
| 2017/18 | Stjepan Stazic                                                       | Zoran Kostić             | Stjepan Stazic           | Bogic Vujosevic             |
| 2016/17 | Predag Miletic                                                       | Michael Schrittwieser    | Davor Lamesic            | Bogic Vujosevic             |
| 2015/16 | Quincy Diggs                                                         | Chris Chougaz            | Benedikt Danek           | Chris McNealy               |
| 2014/15 | Travis Taylor                                                        | Matthias Zollner         | Thomas Klepeisz          | Christopher Dunn            |
| 2013/14 | Mark Sanchez                                                         | Matthias Zollner         | Martin Kohlmaier         | Anthony Shavies             |
| 2012/13 | Seamus Boxley                                                        | Werner Sallomon          | Thomas Klepeisz          | Shawn Ray                   |
| 2011/12 | Sharaud Curry                                                        | Mathias Fischer          | Christoph Nagler         | Christoph Nagler            |
| 2010/11 | Fabricio Vay                                                         | Neno Ašćerić             | Bernd Volcic             | Bernd Volcic                |
| 2009/10 | De'Teri Mayes                                                        | Mathias Fischer          | Christoph Nagler         | De'Teri Mayes               |
| 2008/09 | Deven Mitchell                                                       | Bob Gonnen               | Christoph Nagler         | Ricky Moore                 |
| 2007/08 | Jay Youngblood                                                       | Ante Perica              | Davor Lamesic            | Anthony Shavies             |
| 2006/07 | De'Teri Mayes                                                        | Bob Gonnen               | Armin Woschank           | De'Teri Mayes               |
| 2005/06 | De'Teri Mayes                                                        | Andrea Maghelli          | Davor Lamesic            | Peter Hütter                |
| 2004/05 | Jason Detrick                                                        | Bob Gonnen               | David Jandl              |                             |
| 2003/04 | De'Teri Mayes                                                        | Peter Stahl              | David Jandl              |                             |
| 2002/03 | De'Teri Mayes                                                        | Bob Gonnen               |                          |                             |

MVP = Most Valuable Player, MVC = Most Valuable Coach, MVAP = Most Valuable Austrian Player

## Statistiken

### Punkte
Der dominierende Scorer der österreichischen Bundesliga der letzten Jahre war De'Teri Mayes. Mit den Swans aus Gmunden konnte er auch vier Meistertitel (2005, 2006, 2007, 2010) erzielen. Mit 25,8 Punkten erzielte er in der Saison 2003/04 seine persönliche Bestleistung.
| 2024/25 | 1. Armani Chaney 24.88 Bosco Bulls        | 2. Ivan Gavrilovic 24.47 BC Vienna                   | 3. Will Carius 21.55 Dukes                 |
| 2023/24 | 1. Hegel Mitchell Augustin 22.75 Panthers | 2. Michael Anthony Randolph Jr. 22.72 SKN St. Pölten | 3. Michael Weathers 22.53 Dukes            |
| 2022/23 | 1. Zachery Deshon Cooks 23.17 Graz        | 2. Steve Robinson Jr. 22.09 Panthers                 | 3. Michael Holton Jr. 21.21 SKN St. Pölten |
| 2021/22 | 1. Randy Haynes 19.57 Graz                | 2. Taveion M. Hollingsworth 18.46 Lions              | 3. Derryck Thornton 18.37 Bulls            |
| 2020/21 | 1. Marko Vranjkovic 24 Panthers           | 2. Richaud Pack 23.77 Vienna                         | 3. Stanley Whittaker 21.5 Graz             |
| 2019/20 | 1. Anton Shoutvin 23.05 Vienna            | 2. Florian Trmal 22.16 Pölten                        | 3. Stjepan Stazic 20.5 Vienna              |
| 2018/19 | 1. Jason Detrick 26.43 Vienna             | 2. Marko Car 20.4 Panthers                           | 3. Elijah Wilson 18.57 Flyers              |
| 2017/18 | 1. Stjepan Stazic 23.95 Vienna            | 2. Darien Nelson-Henry 19.81 UBSC Graz               | 3. Jiri Hubalek 19.65 Vienna               |
| 2016/17 | 1. Marko Car 20.52 Panthers               | 2. Fabricio David Vay 19.44                          | 3. Predrag Miletic 19.23                   |
| 2015/16 | 1. Fabricio David Vay 20.43 Lions         | 2. Quincy Diggs 20.11 Gunners                        | 3. Joe Dean Shaw 2 18.18 Bulls             |
| 2014/15 | 1. Marko Car 20.4 Panthers                | 2. Armin Stevens 18.2 Vienna                         | 3. Fabricio David Vay 17.8 Lions           |
| 2013/14 | 1. Zoran Krstanovic 20.2 Gunners          | 2. Armin Stevens 19.6 Panthers                       | 3. Brendon Monteiro 18.4 Gunners           |
| 2012/13 | 1. Darnell Hinson 20.2 Gunners            | 2. Tyler Tiedeman 19.7 WBC                           | 3. Samo Grum 18.6 Panthers                 |
| 2011/12 | 1. Stjepan Stazic 26.3 Vienna             | 2. Dorde Drenovac 23.0 Lions                         | 3. Drake Reed 19.9 Gunners                 |
| 2010/11 | 1. Stjepan Stazic 21.9 Vienna, Panthers   | 2. Rasheed Brokenborough 19.5 WBC                    | 3. Fabricio Vay 19.5 Lions                 |
| 2009/10 | 1. De'Teri Mayes 21.0 Swans               | 2. Kevin Houston 20.2 Lions                          | 3. Jean Francois 19.4 Knights              |
| 2008/09 | 1. Deven Mitchell 22.4 Lions              | 2. De'Teri Mayes 21.3 Swans                          | 3. Desmond Penigar 20.3 Panthers           |
| 2007/08 | 1. De'Teri Mayes 24.0 Swans               | 2. Jasmon Youngblood 21.4 Gunners                    | 3. Dragan Miletic 19.8 Knights, Panthers   |
| 2006/07 | 1. Stjepan Stazic 28.5 Lions              | 2. De'Teri Mayes 25.3 Swans                          | 3. Samo Grum 20.2 Piraten                  |
| 2005/06 | 1. De'Teri Mayes 24.8 Swans               | 2. Stephen Bahl 23.0 Dornbirn                        | 3. Spencer Rhynes 22.5 Dukes               |
| 2004/05 | 1. Jason Detrick 26.7Gunners              | 2. De'Teri Mayes 25.4 Swans                          | 3. Tyrone Levett 24.3 Oberwaltersdorf      |
| 2003/04 | 1. De'Teri Mayes 25.8 Swans               | 2. Rasheed Brokenborough 25.7 Bulls                  | 3. Eric Schmieder 24.2 49ers               |

### Rebounds
Der 2,09 m große Center Kevin Martin von den Dukes Klosterneuburg erzielte in seiner ersten ÖBL-Saison 10.8 Rebounds pro Spiel. Dabei gelang ihm in zwei Spielen mit je 22 Rebounds ein weiterer Rekord.
| Saison    | Bester                                    | Zweitbester                               | Drittbester                     |
| --------- | ----------------------------------------- | ----------------------------------------- | ------------------------------- |
| 2024/25   | Robert Allen 11.24 Gunners                | Juan Esteves-Garcia Coffi 9.72 Panthers   | Ivan Gavrilovic 9.24 BC Vienna  |
| 2023/24   | Ziga Fifolt 11.89 Timberwolves            | Hegel Mitchell Augustin 11.38 Panthers    | Trey Alex Moses 9.19 Swans      |
| 2022/23   | Ilja Gromovs 11.47 Lions                  | Brad Greene 11.42 Bulls                   | Aristide Boya 10.78 Dragonz     |
| 2021/22   | Ziga Fifolt 12.36 Timberwolves            | Christopher Ferguson 10.23 SKN St. Pölten | Stephon Jelks 9.69 Swans        |
| 2020/21   | Christopher Ferguson 12.09 SKN St. Pölten | Nicholas McGlynn 9.43 Graz                | Alexander James Herrera 9 Bulls |
| 2019/2020 | Nicholas McGlynn 14.50 Timberwolves       | Quadir Welton 13.67 Lions                 | Stanley Whittaker 8.33 Graz     |
| 2018/19   | David Haughton 10.91 Vienna               | Christopher Tawiah 9.84 Gunners           | Marko Kolaric 9.24 Timberwolves |
| 2017/18   | Wesley Gordon Panthers 12.30              | Darien Nelson-Henry 11.94 Graz            | Fabricio Vay 8.50 Lions         |
| 2016/17   | Jozo Rados 11.76 Dukes                    | Cameron Naylor 10.50 Graz                 | Fabricio Vay 8.81 Lions         |
| 2015/16   | Povilas Gaidys 9.46 Graz                  | Jonathan Augustin-Fairell 9.3 BC Vienna   | Jozo Rados 8.74 Dukes           |
| 2014/15   | Travis Taylor 9.7 Knights                 | Tautvydas Slezas 9.3 Panthers             | Armin Stevens 9.1 Vienna        |
| 2013/14   | Petras Balocka 9.4 Panthers               | Kelly Beidler 8.6 WBC                     | Travis Taylor 8.4 Knights       |
| 2012/13   | Maurice Pearson 8.2 Vienna                | Mark Sanchez 8.0 Bulls                    | Marcus Heard 8.0 Knights        |
| 2011/12   | Joe Werner 9.3 WBC                        | Dan Oppland 8.7 Swans                     | Larry Gordon 8.5 Bulls          |
| 2010/11   | Marcus Heard 9.2 Knights                  | Louis Graham 8.0 Graz                     | Jason Johnson 7.9 Gunners       |
| 2009/10   | Jason Johnson 8.8 Gunners                 | Rašid Mahalbašić 8.6 Piraten              | Jason Forrestal 7.9 Graz        |
| 2008/09   | Nicholas Rhodes 10,8 Clubs                | Jason Chappell 9,2 Knights                | Desmond Penigar 9.0 Panthers    |
| 2007/08   | Nicholas Rhodes 11.7 Graz                 | Damir Rajkovic 10.1 Clubs                 | Kevin Johnson 10.0 Swans        |
| 2006/07   | Kevin Martin 10.8 Dukes                   | Johnny Mathis 10.1 Knights                | Ramiz Suljanovic 8.4 Bulls      |
| 2005/06   | Bryan Lucas 12.6 Piraten                  | Wendell Gibson 10.1 Dornbirn              | Jason Forrestal 9.4 Haie        |
| 2004/05   | Erroyl Bing 10.5 Mattersburg 49ers        | Bryan Lucas 10.1 Panthers                 | Tilo Klette 8.8 WBC             |
| 2003/04   | Jason Johnson 10.2 Gunners                | Aramis Naglic 9.3 Lions                   | Zachary Bennett 9.2 Swans       |

### Assists
Der bosnische Point Guard Damir Zeleznik, der vor der Saison 2006/07 zu den Kapfenberg Bulls wechselte, erreichte in seiner 3. ÖBL-Saison den 3. Top-3-Platz bei den Assists in Folge.
| 2024/25 | 1. Daniel Friedrich 7.89 Swans           | 2. Lukas Hahn 6.83 BBC Nord Dragonz     | 3. Lautaro Lopez 6.19 Bulls            |
| 2019/20 |                                          |                                         |                                        |
| 2018/19 |                                          |                                         |                                        |
| 2017/18 |                                          |                                         |                                        |
| 2016/17 |                                          |                                         |                                        |
| 2015/16 |                                          |                                         |                                        |
| 2014/15 | 1. Benedikt Danek 7.4 Lions              | 2. Ian Boylan 6.3 Bulls                 | 3. Wesley Channels 5.8 WBC             |
| 2013/14 | 1. Ian Boylan 6.5 Bulls                  | 2. Anthony Shavies 5.2 Knights          | 3. Jonathan Lee 4.9 Swans              |
| 2012/13 | 1. Ian Boylan 5.5 Vienna                 | 2. Thomas Klepeisz 4.8 Knights          | 3. Giovonne Woods 4.5 Bulls            |
| 2011/12 | 1. Benedikt Danek 6.9 Lions              | 2. Jeremy Fears 6.5 Bulls               | 3. Anthony Shavies 5.9 Panthers        |
| 2010/11 | 1. Markkus Carr 7.3 Vienna               | 2. Anthony Shavies 7.0 Panthers         | 3. Benedikt Danek 6.3 Lions            |
| 2009/10 | 1. Anthony Shavies 5.7 Panthers          | 2. Ian Boylan 5.3 Swans                 | 3. Thomas SCHREINER 5.1 St.Pölten      |
| 2008/09 | 1. Thomas SCHREINER 5.9 St.Pölten        | 2. Alexander Lanegger 5.8 UBSC          | 3. Timothy Burnette 5.4 Piraten        |
| 2007/08 | 1. Thomas SCHREINER 7.6 St.Pölten        | 2. Anthony SHAVIES 6.5 Panthers         | 3. Ian BOYLAN 5.2 Swans                |
| 2006/07 | 1. Anthony Shavies 7.0 Piraten           | 2. Damir Zeleznik 5.3 Bulls             | 3. Mike English 4.8 Lions              |
| 2005/06 | 1. Tyrone Barley 6.0 Feldkirch           | 2. Damir Zeleznik 5.6 Panthers          | 3. Aaron Mitchell 4.8 49ers            |
| 2004/05 | 1. Mike Coffin 6.5 Piraten               | 2. Damir Zeleznik 6.3 Panthers          | 3. Paris Bryant 5.4 Oberwalt./WBC      |
| 2003/04 | 1. Anthony Jr. Green 7.6 Oberwaltersdorf | 2. Eric Schmieder 7.5 Mattersburg 49ers | 3. Thomas Kelley 6.5 Oberwalt./Piraten |